# بولانله اولوکانی
بولانله اولوکانی (زاده ۱۹ اوت) یک مجری تلویزیونی، بازیگر و مجری رادیویی نیجریه ای است. اولوکانی مجری ویژه ماه بین‌المللی زنان در کانال‌های تلویزیون است. اولوکانی در نیجریه، اسرائیل، آمریکا و کنیا بزرگ شد.
اولوکانی در ۱۹ اوت به دنیا آمد. او در اوقات فراغت خود از خواندن یک رمان خوب، سرودن شعر و تماشای فیلم لذت می‌برد.

## فیلم‌شناسی

### فیلم‌ها
| سال  | فیلم سینما | نقش |
| ---- | ---------- | --- |
| ۲۰۱۷ | ایزوکن     | روم |

### نمایش‌های تلویزیونی
| سال  | عنوان                   | نقش    |
| ---- | ----------------------- | ------ |
| ۲۰۱۷ | عروسی بهترین دوست ما    | دارلین |
| ۲۰۱۸ | شوگا (مجموعه تلویزیونی) | اوجو   |
| ۲۰۲۰ | زن پولدار باهوش         | سنامی  |

### فیلم‌های مستند
| سال  | عنوان      | نقش                           |
| ---- | ---------- | ----------------------------- |
| ۲۰۱۷ | همسران خدا | نویسنده، کارگردان و تهیه‌کننده |